# Scharlach-Weißdorn
Der Scharlach-Weißdorn oder Scharlachdorn (Crataegus pedicellata, Syn.: Crataegus coccinea L., Crataegus intricata Lange) ist eine Pflanzenart aus der Gattung der Weißdorne (Crataegus) in der Familie der Rosengewächse (Rosaceae). Er ist in Nordamerika beheimatet.
Der Artname leitet sich vom lateinischen Wort pedicellaris für ‚kurzgestielt‘ ab und bezieht sich auf die gestielten Blüten.

## Verbreitung
Die Pflanze ist im Osten Nordamerikas heimisch. In Mitteleuropa wird sie in (naturnahen) Hecken, auf Böschungen und am Straßenrand gepflanzt und gilt als industriefest.

## Beschreibung

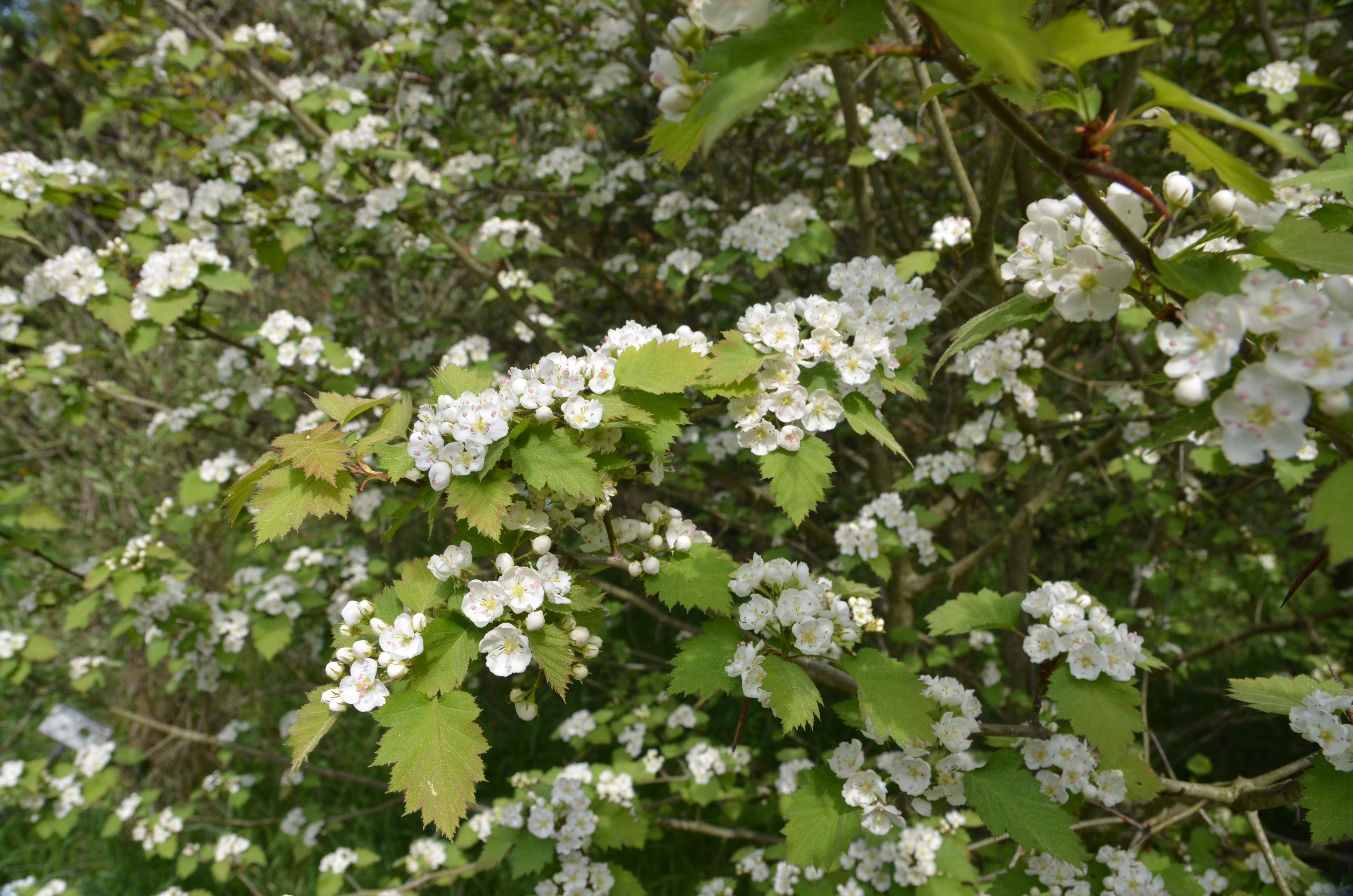
Blüten des Scharlach-Weißdorns (Crataegus pedicellata)

Scharlach-Weißdorn wächst als breitwüchsiger Strauch oder bis zu 7 Meter hoher, rundkroniger Baum, als Hecke sehr dicht. Die Zweige tragen im Abstand von einigen Zentimetern unregelmäßig verteilt 3 bis 5 Zentimeter lange, fast gerade Dornen. Die Blätter sind am Rand grob und oft doppelt gesägt und als Herbstlaub gelborange gefärbt. Die Blüten erscheinen in Trugdolden im Mai, die reifen Früchte können im September geerntet werden. Sie werden bis zu 1 Zentimeter im Durchmesser groß, sind scharlachrot und schmecken süßsauer.

## Nutzung
Die Pflanze wird in naturnahen Hecken oder in Gärten wegen des Fruchtschmucks und des bunten Herbstlaubs kultiviert und gilt als wertvolles Vogelschutzgehölz. Die beste Heckenhöhe liegt bei ein bis zwei Metern, bei einem Pflanzenbedarf von drei bis vier Stück pro Meter Hecke. Sie gedeiht auf jedem nicht zu trockenem, fruchtbaren Gartenboden in sonniger und absonniger Lage. Die beste Pflanzzeit ist der April oder im September/Oktober. Die Früchte können als Wildobst frisch verzehrt oder zu Konfitüren, Kompotten, Likören und in Backwaren verarbeitet sowie zu alkoholischen Getränken vergoren werden.